# Шемахінська-1
Шемахінська-1 (рос. Шемахинская-1) — печера в Челябінській області Росії, на Середньому Уралі, на Шемахінському карстовому полі. Печера комплексного (горизонтально-вертикального) типу простягання. Загальна протяжність — 1610 м. Глибина печери становить 20 м. Категорія складності проходження ходів печери — 2А.